# 中国高等教育学会
中国高等教育学会是中华人民共和国高等教育工作者、企事业单位组成的全国性、学术性、非营利性社会团体，由中华人民共和国教育部主管，1983年5月30日成立。

## 历史
1983年5月28日至30日，中国高等教育学会在北京召开成立大会，中央党校第一副校长蒋南翔做主旨讲座，大会选举了第一届理事会成员，蒋南翔担任会长。